# ملكة جمال العالم 1968
ملكة جمال العالم 1968 هي نسخة مسابقة ملكة جمال العالم الثامنة عشرة في تاريخ مسابقة ملكة جمال العالم منذ انطلاقتها عام 1951، عقدت مسابقة في 14 نوفمبر 1968 في مسرح لايسيوم في لندن ، المملكة المتحدة . وتنافست 53 متسابقة على التاج. في نهاية الحدث توجت بينيلوب بلامر من أستراليا، ملكة جمال هذا العام من قبل ملكة جمال العالم السابقة مادلين هارتوغ-بيل من بيرو. بذلك التتويج أصبحت أول متسابقة من أستراليا تفوز باللقب.

## النتائج

### المراكز النهائية
| النتائج النهائية      | المتنافسة |
| --------------------- | --- |
| ملكة جمال العالم 1968 | - أستراليا - بينيلوب بلامر |
| الوصيفة الأولى        | - المملكة المتحدة - كاثلين وينستانلي |
| الوصيفة الثانية       | - إسرائيل - ميري زامير |

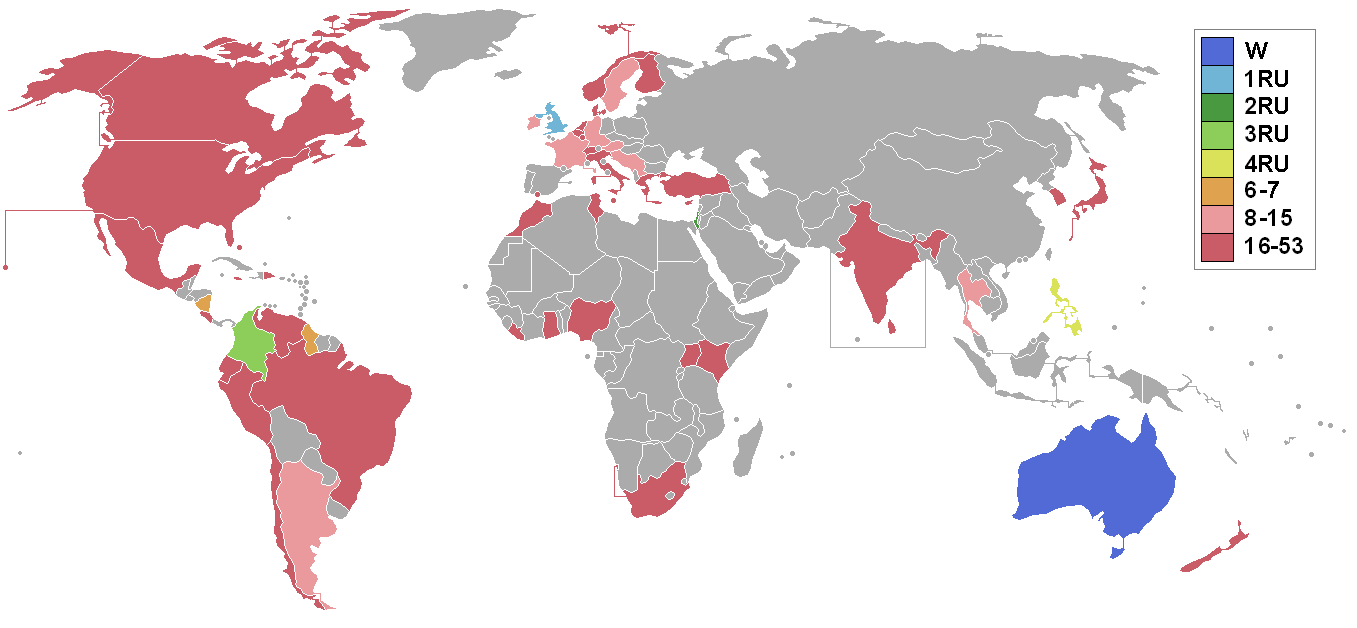
البلدان والأقاليم التي أرسلت المندوبين والنتائج مسابقة ملكة جمال العالم 1968

| الوصيفة الثالثة       | - كولومبيا - بياتريز سييرا غونزاليس |
| الوصيفة الرابعة       | - الفلبين - أرين سيسيليا أمابويوك |
| الوصيفة الخامسة       | - غويانا - أدريان هاريس |
| الوصيفة السادسة       | - نيكاراجوا - مارجين ديفيدسون موراليس |
| أفضل 15               | - الأرجنتين - فيفيانا رولدان - النمسا - بريجيت كروغر - فرنسا - نيللي غاليرن - ألمانيا - مارغوت شمالزريدت - جمهورية أيرلندا - جون ماكماهون - السويد - غونيلا فريدين - تايلاند - بيناروت تانانشاي - يوغوسلافيا - إيفونا بوهليرا |

## المتسابقات
- الأرجنتين - فيفيانا رولدان
- أستراليا - بينيلوبي بلامر
- النمسا - بريجيت كروجر
- البهاما - روز هيلينا دوتشوت
- بلجيكا - سونيا دومين
- البرازيل - أنجيلا كارميليا ستيكا
- كندا - نانسي ويلسون
- سيلان - نيلانثي ويجيسينغي
- تشيلي - كارمن سميث
- كولومبيا - بياتريس سييرا غونزاليس
- كوستاريكا  - باتريشيا ديرز
- قبرص - ديانا ديميتروبولو
- الدنمارك - يت شافوس
- جمهورية الدومينيكان - إنغريد غارسيا
- الإكوادور - مارسيا فيرجينيا راموس كريستيانسن
- فنلندا - لينا سيبيلا
- فرنسا - نيللي جاليرن
- ألمانيا - مارجوت شمالتزريدت
- غانا - لوفيل روزبود وردى
- جبل طارق - ساندرا سانغينيتي
- اليونان - ليا مالتا
- غيانا - أدريان هاريس
- هولندا - أليدا جروتينبور
- الهند - جين كويلو
- أيرلندا - جون ماكماهون
- إسرائيل - ميري زامير
- إيطاليا - ماريا بيا جيانبوركارو
- جامايكا - كارلين واديل
- اليابان - ريوكو ميوشي
- كينيا - جوزفين مويكوبو
- كوريا - لي جي يون
- ليبيريا - ويلهلمينا نادية براونيل
- لوكسمبورغ - ايرين سيدلر
- مالطا - أورسولينا جريتش
- المكسيك - آنا ماريا ماجانا
- المغرب - زكية شموش
- نيوزيلندا - كريستين ماري أنتونوفيتش
- نيكاراغوا - مارجين ديفيدسون موراليس
- نيجيريا - فولوك أوغونديبي
- النرويج - هدا لاي
- بيرو - آنا روزا بيرنينزون ديفسكوفي
- الفلبين - أرين سيسيليا أمابويوك
- جنوب أفريقيا - ميتسيانا ستاندر
- السويد - جونيلا فريدن
- سويسرا - جانيت بيفيجر
- تايلند - بيناروت تانانشاي
- تونس - زهرة بوفادن
- تركيا - مين كوركو أوغلو
- أوغندا - جوي ليهاي
- المملكة المتحدة - كاثلين وينستانلي
- الولايات المتحدة - جونين لي أفيري
- فنزويلا - شيري نونييز رودريغيز
- يوغوسلافيا - إيفونا بوليرا

### انسحاب
- إسبانيا - ماريا أمبارو رودريجو لورنزا

### أمم لم تنافسة
- أيسلندا - هيلجا جونسدوتير
- سيشل - ماري فرانس لابلاش

### عدم الاهلية
- لبنان - ليلي بيسار (اكتشفت في الليلة التي سبقت النهائيات أن عمرها 15 عامًا فقط)

## الروابط الخارجية
- موقع ملكة جمال العالم الرسمي